# Oecobius minor
Oecobius minor är en spindelart som beskrevs av Kulczynski 1909. Oecobius minor ingår i släktet Oecobius och familjen Oecobiidae. Inga underarter finns listade i Catalogue of Life.